# Limassolla fasciata
Limassolla fasciata är en insektsart som beskrevs av Zhang och Chou 1988. Limassolla fasciata ingår i släktet Limassolla och familjen dvärgstritar. Inga underarter finns listade i Catalogue of Life.